# 파리나 (가수)
파리나(Farina, 1986년 9월 16일 ~ )는 콜롬비아의 가수, 래퍼이다.

## 음반 목록
- Del Odio Al Amor (2012)
- FloWres (2021)